# نشان ملی بحرین
نشان ملی بحرین در حال حاضر همان نشانی است که در اصل در سال ۱۹۳۲ با کمک چارلز بلگریو، کارگزار و مشاور بریتانیایی عیسی بن علی آل خلیفه طراحی شد. این طراحی با گذشت زمان دچار کمی اصلاحات شد و به ویژه در سال‌های ۱۹۷۱ و ۲۰۰۲، اما این اصلاحات تا حدی نبود که روح طراحی اصلی دچار آسیب شود.
این نشان هم به عنوان نشان ملی است و هم دولتی، علاوه بر آن نشان شخصی شاه نیز می‌باشد. این نشان در سال ۲۰۲۲ تغییراتی را در دو رنگ سفید و قرمز متحمل شد و یک تاج نیز به بالای این نشان در سال ۲۰۲۲ اضافه شد.
| |  |  |
| تاج حکیم‌های بحرین (چپ) یک تاج با مفاهیم نشان‌شناسی است که دارای ۸ گوشه است اما پنج گوشهٔ آن در تصویر دیده می‌شود. تاج شاهی (راست) که امیران و شاهان بر سر می‌گذارند گوشه‌های کوچکتری هم در میان این هشت گوشهٔ اصلی دارد. |  |  |